# مالکیت انفرادی
مالکیت انفرادی یا مالکیت یگانه ، (به انگلیسی: sole proprietorship) واحدهای اقتصادی از نظر تعداد مالک به دو دسته؛ شرکت‌های تضامنی و بنگاه های انفرادی تقسیم می‌شوند. واحدهای تک مالکی یا انفرادی، همان‌گونه که از نام آن پیداست، مالکیت این واحدها متعلق به یک نفر است، که معمولاً مدیر واحد تجاری نیز می‌باشد. فروشگاه‌های خرده‌فروشی، تعمیرگاه‌ها و مؤسسات حرفه‌ای فردی، مانند: وکلا و حسابرسان، به‌صورت تک مالکی اداره می‌شوند.
در مدل موسسه انفرادی یا مالکیت انحصاری، فرد و موسسه در عمل، یکی هستند. به عبارت دیگر شخصی که بنگاه را راه‌اندازی می‌کند، مسئولیت مدیریت، قراردادها، مسایل مالی و غیره تجارت را به عهده دارد. در این حالت شخص با تمام اموال شخصی‌اش، ضامن واحد تجاری خود است. اگر بنگاه وی ورشکست شود، کلیه دارایی‌های خود را نیز از دست خواهد داد.